# Akrenbos
Het Akrenbos of Acrenbos (Frans: Bois d'Acren) is een bos- en natuurgebied dat grotendeels in Twee-Akren ligt, deelgemeente van Lessen in de provincie Henegouwen in Wallonië en voor een aanzienlijk kleiner deel in de gemeente Bever in de provincie Vlaams-Brabant. Het bosgebied is in totaal ongeveer 210 hectare groot.

## Fauna en flora
Het loofbos bestaat onder andere uit beuk en eik. In het bos bloeien in de lente onder andere wilde hyacint, narcis, maagdenpalm. Er leeft onder andere buizerd, specht, eekhoorn, watersalamander, kikker, pad.

## Geschiedenis
Voor de vroegmiddeleeuwse ontbossingen maakte het Akrenbos deel uit van het Kolenwoud waarvan ook het Hallerbos en Zoniënwoud restanten zijn. Het sloot via het Bois Bara in Woelingen aan op het Bois du Renard in Aat. In 1250 liet Jan van Oudenaarde een gedeelte van zijn land, waaronder het Bos van Lubière, dat deel uitmaakt van het Akrenbos, na aan het godshuis dat een paar jaar eerder door zijn ouders was opgericht. Tot op vandaag is het Bos van Lubière eigendom gebleven van het godshuis, dat intussen evolueerde tot Commissie van Openbare Onderstand (COO) en nadien Openbaar Centrum voor Maatschappelijk Welzijn (OCMW). Het feit dat grote delen van het Akrenbos nooit ontgonnen zijn geweest, hangt samen met de eigendomssituatie. Het bos is immers altijd eigendom geweest van adellijke families, verbonden aan het Kasteel van Lestriverie, en openbare besturen. Na de Eerste Wereldoorlog werd het volledige noordelijke deel van het Akrenbos (ca. 130 ha) in landbouwgrond omgezet.  
In 1963 werd bij het vastleggen van de taalgrens het gelijknamige gehucht Akrenbos overgeheveld van de Waalse gemeente Twee-Akren, welke gemeente later in 1977 fuseerde met Lessen, naar de Vlaamse gemeente Bever, waardoor een deel van het Akrenbos (het deeltje ten oosten van de Arenbergbeek) in Vlaanderen kwam te liggen. 17,5 hectare bos daarvan zijn nu aan Vlaamse zijde beschermd in het bosreservaat 'Acrenbos'.

## Afbeeldingen

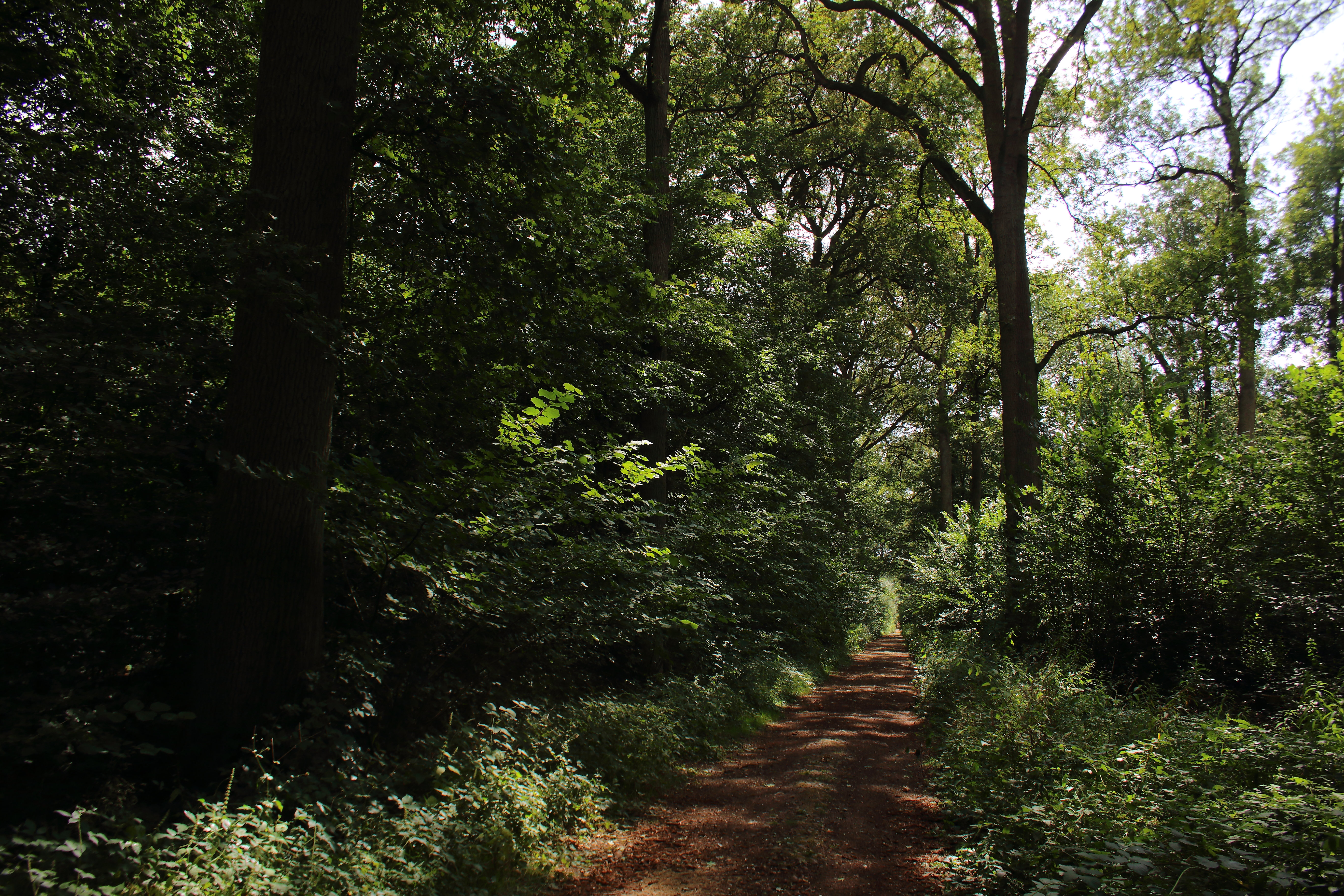
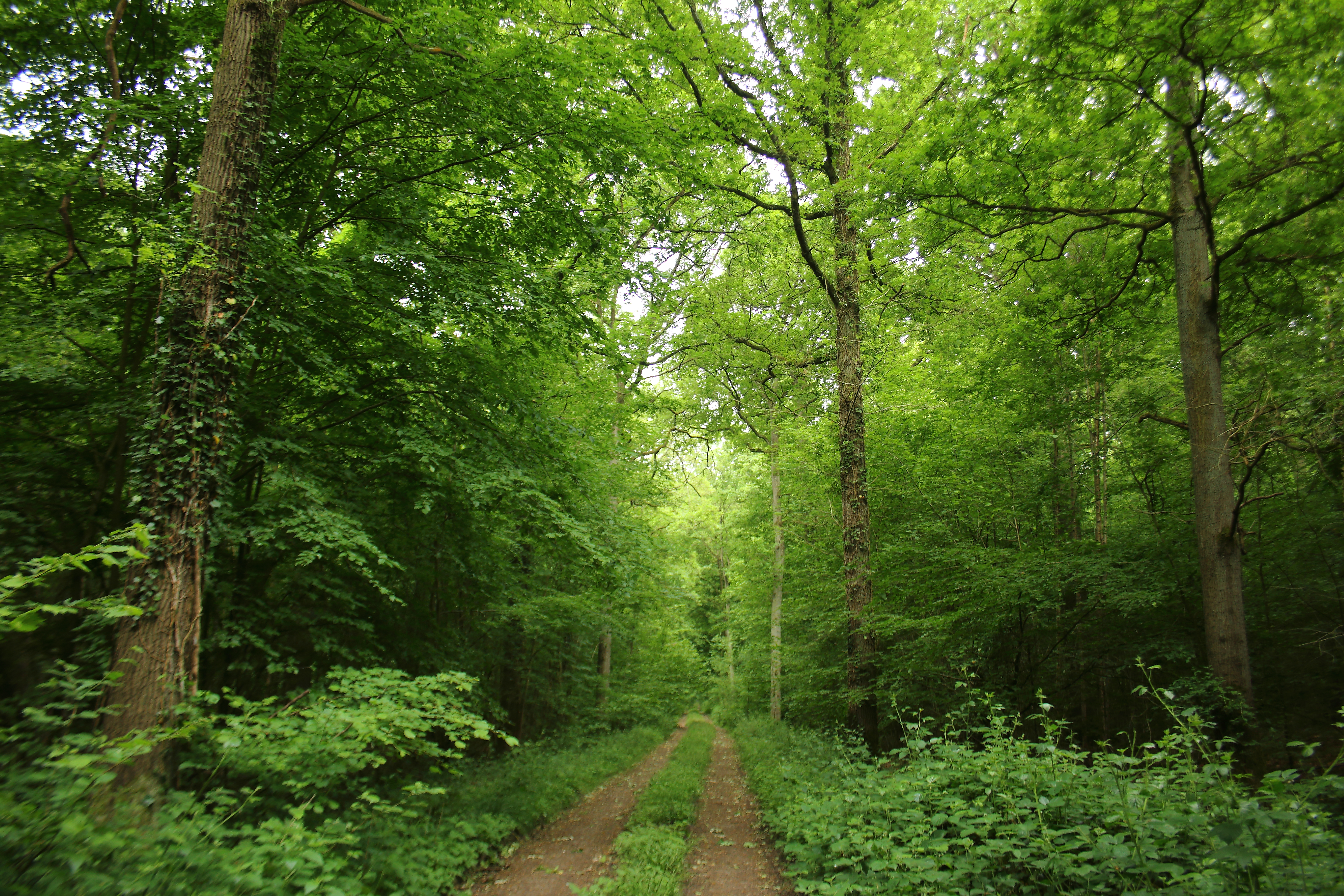
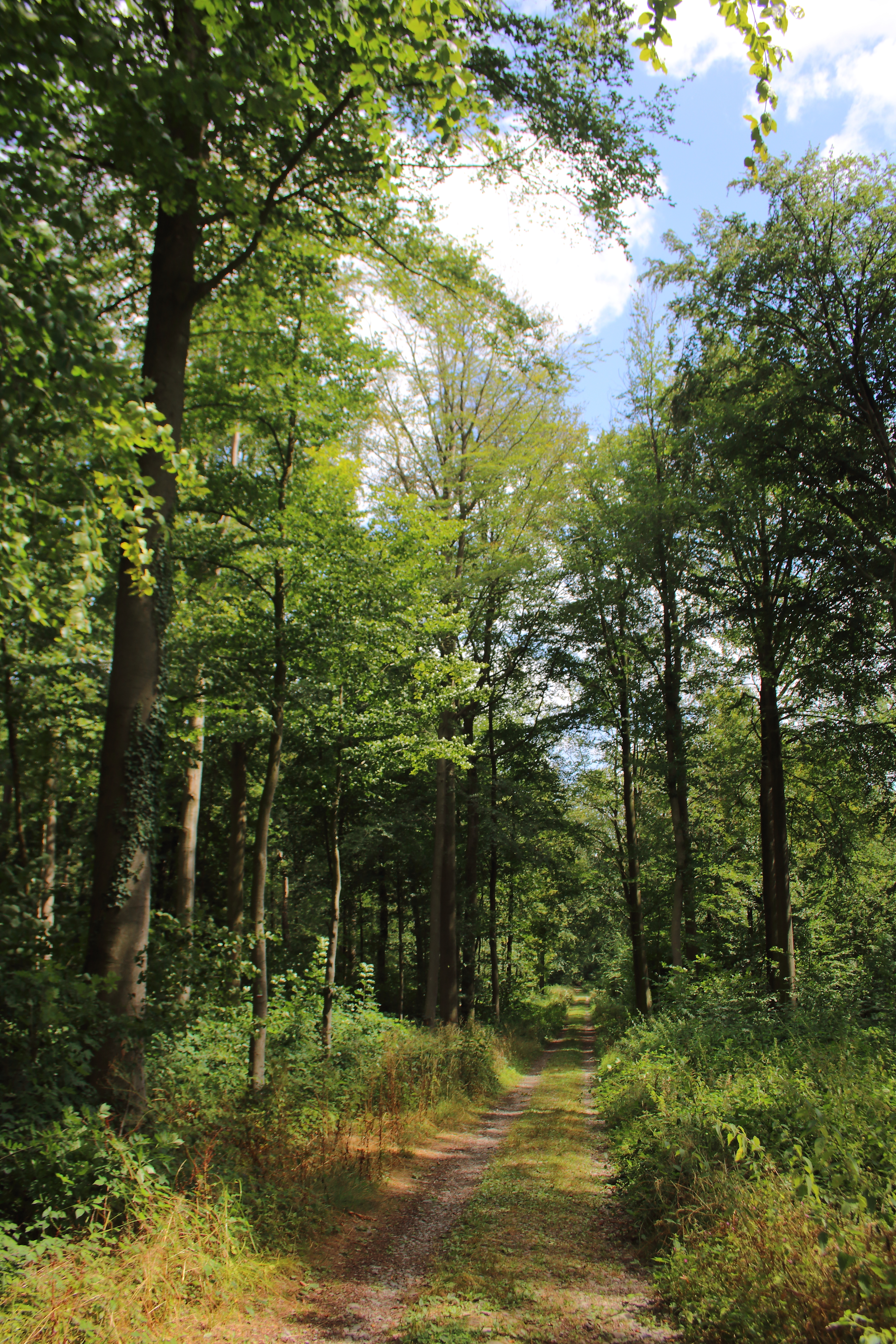
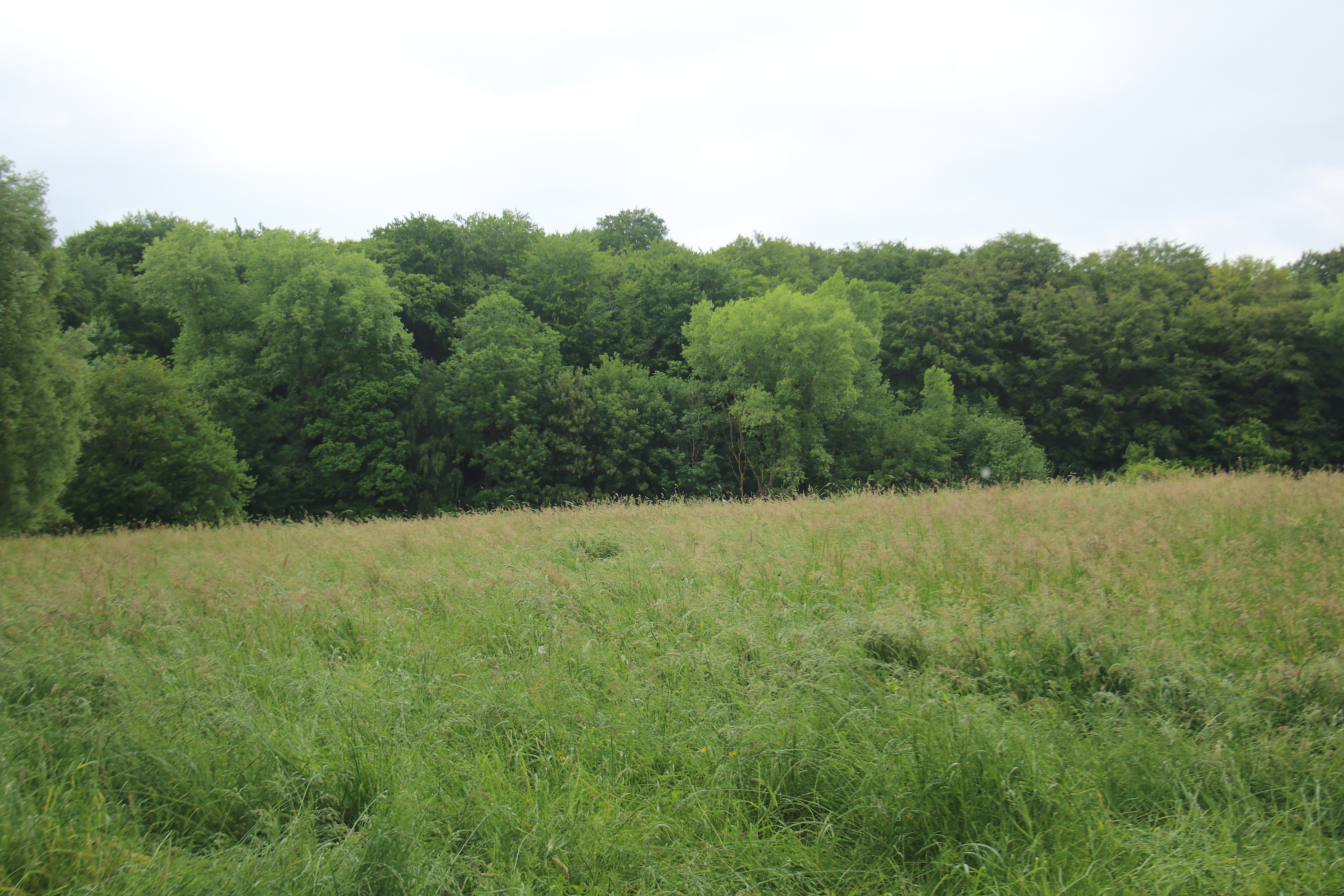
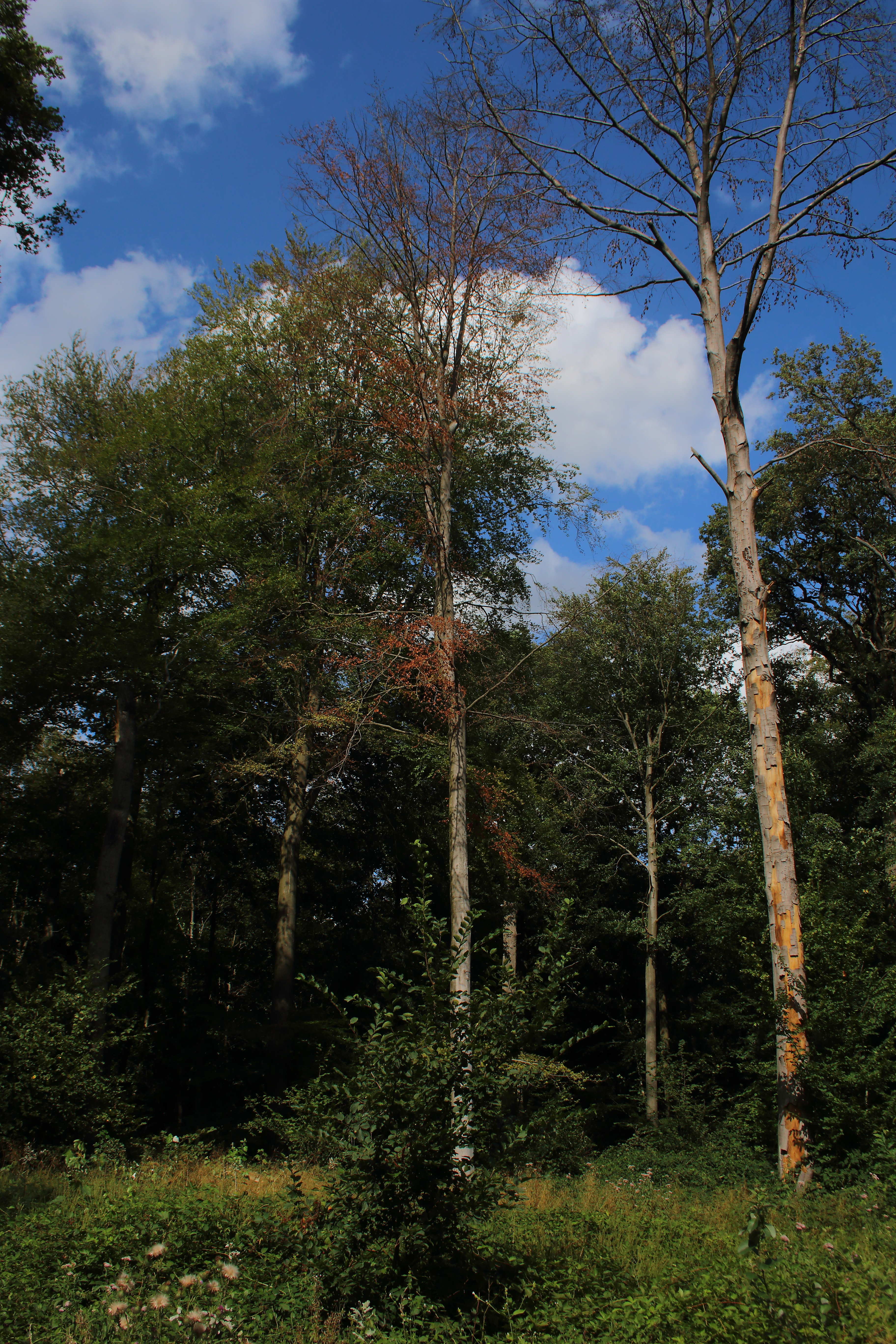
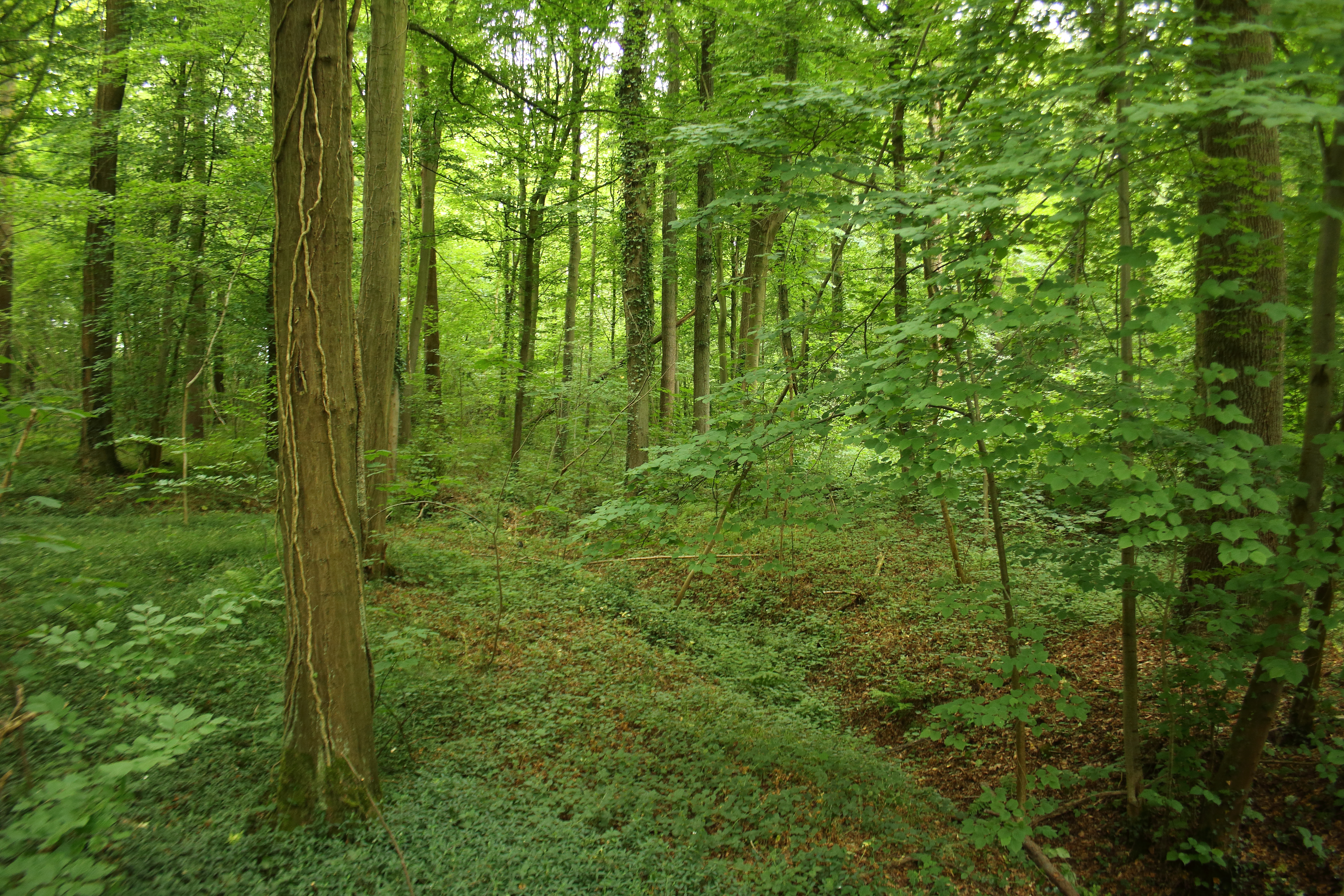
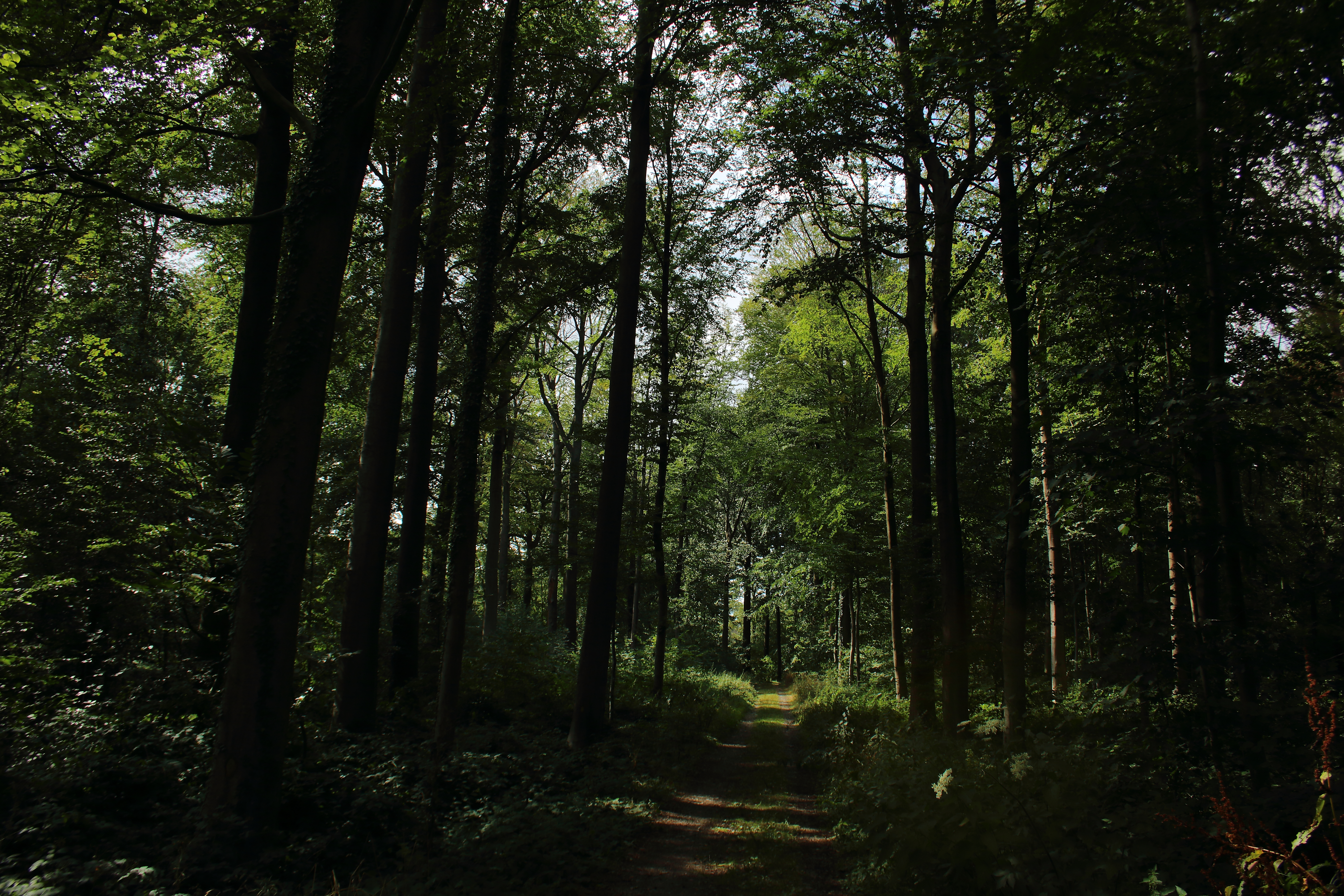
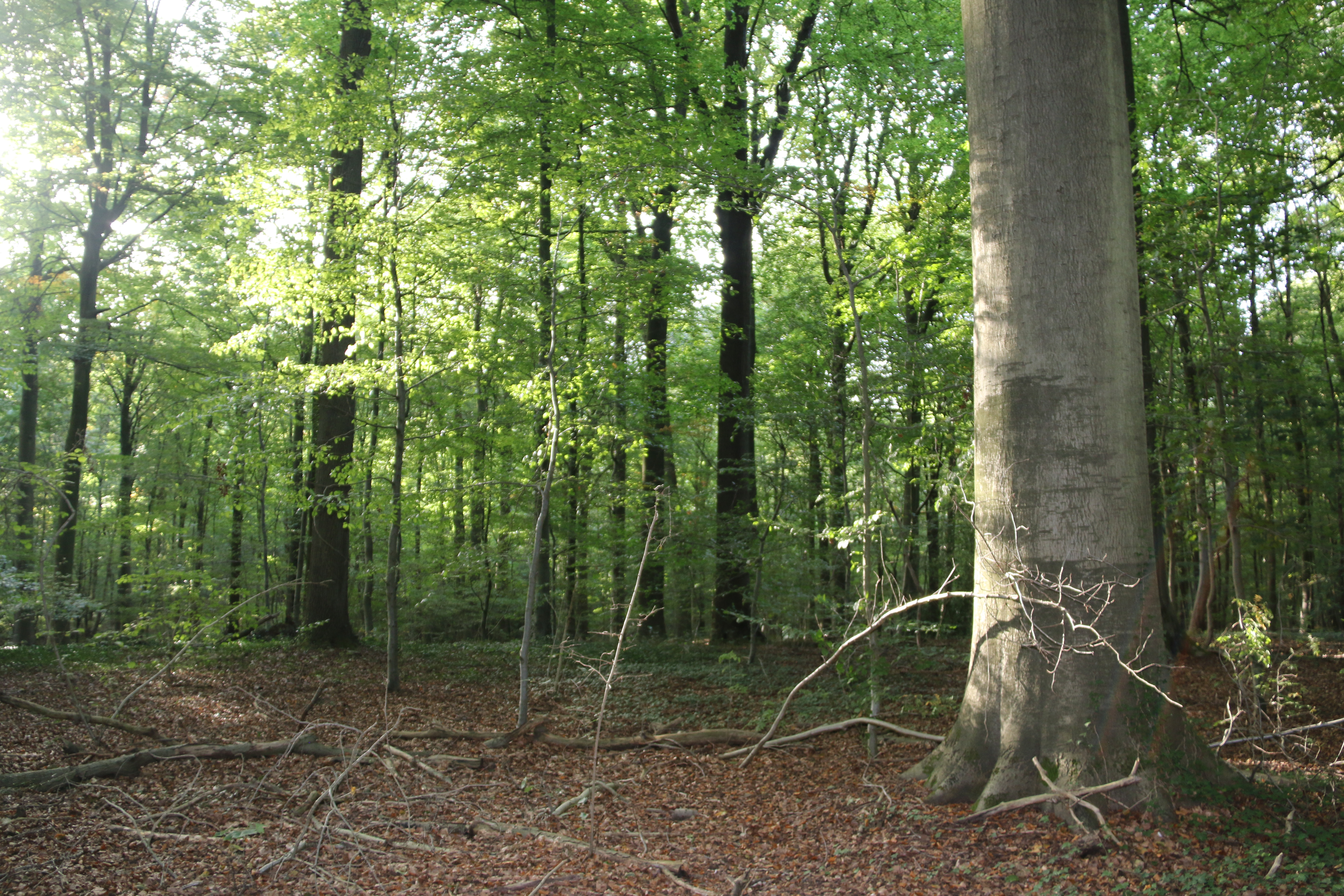
Bosreservaat Akrenbos